# Cély
Cély és un municipi francès, situat al departament del Sena i Marne i a la regió d'Illa de França. L'any 2007 tenia 1.121 habitants.
Forma part del cantó de Fontainebleau, del districte de Fontainebleau i de la Comunitat d'aglomeració del Pays de Fontainebleau.

## Demografia

### Població
El 2007 la població de fet de Cély era de 1.121 persones. Hi havia 399 famílies, de les quals 80 eren unipersonals (34 homes vivint sols i 46 dones vivint soles), 114 parelles sense fills, 175 parelles amb fills i 30 famílies monoparentals amb fills.
La població ha evolucionat segons el següent gràfic:
Habitants censats

### Habitatges
El 2007 hi havia 471 habitatges, 412 eren l'habitatge principal de la família, 36 eren segones residències i 22 estaven desocupats. 462 eren cases i 7 eren apartaments. Dels 412 habitatges principals, 376 estaven ocupats pels seus propietaris, 22 estaven llogats i ocupats pels llogaters i 14 estaven cedits a títol gratuït; 3 tenien una cambra, 9 en tenien dues, 52 en tenien tres, 67 en tenien quatre i 281 en tenien cinc o més. 359 habitatges disposaven pel capbaix d'una plaça de pàrquing. A 131 habitatges hi havia un automòbil i a 259 n'hi havia dos o més.

### Piràmide de població
La piràmide de població per edats i sexe el 2009 era:
| Homes | Edats   | Dones |
| ----- | ------- | ----- |
| 0     | 95 o +  | 4     |
| 0     | 90 a 94 | 0     |
| 0     | 85 a 89 | 16    |
| 0     | 80 a 84 | 4     |
| 16    | 75 a 79 | 16    |
| 4     | 70 a 74 | 12    |
| 36    | 65 a 69 | 32    |
| 24    | 60 a 64 | 12    |
| 28    | 55 a 59 | 40    |
| 64    | 50 a 54 | 56    |
| 16    | 45 a 49 | 44    |
| 28    | 40 a 44 | 20    |
| 52    | 35 a 39 | 56    |
| 60    | 30 a 34 | 44    |
| 20    | 25 a 29 | 8     |
| 32    | 20 a 24 | 4     |
| 28    | 15 a 19 | 16    |
| 60    | 10 a 14 | 24    |
| 48    | 5 a 9   | 20    |
| 24    | 0 a 4   | 40    |

## Economia
El 2007 la població en edat de treballar era de 747 persones, 574 eren actives i 173 eren inactives. De les 574 persones actives 551 estaven ocupades (294 homes i 257 dones) i 21 estaven aturades (10 homes i 11 dones). De les 173 persones inactives 66 estaven jubilades, 73 estaven estudiant i 34 estaven classificades com a «altres inactius».

### Ingressos
El 2009 a Cély hi havia 426 unitats fiscals que integraven 1.150 persones, la mediana anual d'ingressos fiscals per persona era de 26.981,5 €.

### Activitats econòmiques
Dels 55 establiments que hi havia el 2007, 9 eren d'empreses de construcció, 18 d'empreses de comerç i reparació d'automòbils, 2 d'empreses de transport, 3 d'empreses d'hostatgeria i restauració, 1 d'una empresa d'informació i comunicació, 2 d'empreses immobiliàries, 13 d'empreses de serveis, 4 d'entitats de l'administració pública i 3 d'empreses classificades com a «altres activitats de serveis».
Dels 16 establiments de servei als particulars que hi havia el 2009, 2 eren tallers de reparació d'automòbils i de material agrícola, 2 paletes, 2 guixaires pintors, 2 fusteries, 2 electricistes, 1 empresa de construcció, 2 restaurants, 2 agències immobiliàries i 1 saló de bellesa.
Dels 3 establiments comercials que hi havia el 2009, 1 era una botiga de més de 120 m², 1 una botiga de congelats i 1 una botiga de roba.

## Equipaments sanitaris i escolars
El 2009 hi havia una escola elemental.

## Poblacions més properes
El següent diagrama mostra les poblacions més properes.